# Witalis Bajrak
Witalij Bajrak (ukr. Віталiй Байрак; ur. 24 lutego 1907 w Szwajkowcach, zm. 16 maja 1946 w Drohobyczu) – duchowny greckokatolicki, bazylianin, błogosławiony Kościoła katolickiego.
W zakonie bazylianów od 1924 roku, święcenia przyjął w 1933. Ihumen klasztoru w Drohobyczu od 1941 roku. Aresztowany przez NKWD 17 września 1945 roku i skazany na osiem lat pobytu w zakładzie poprawczym. Zmarł w wyniku pobicia w więzieniu w Drohobyczu. Beatyfikowany 27 czerwca 2001 roku we Lwowie przez papieża Jana Pawła II w grupie 27 nowomęczenników greckokatolickich.